# Anuš
Anuš (v arménském originále Անուշ) je opera o pěti dějstvích a sedmi obrazech arménského skladatele Armena Tigranjana na vlastní libreto podle stejnojmenné básně Hovhannese Tumanjana z roku 1892. Byla napsána v letech 1908–1912 a měla premiéru 4. srpna (podle juliánského kalendáře, tj. 17. srpna podle gregoriánského kalendáře) 1912 ve Státním lidovém domě v Tigranjanově rodišti, městě Gjumri (tehdy nazývaném Alexandropol).

## Vznik, charakteristika a historie opery
Armen Tigranjan vystudoval hudební školu ve Tbilisi a roku 1902 se vrátil do rodné Alexandropole, kde organizoval hudební život, zejména řídil sbor zaměstnanců železnice. Psal písně na verše tehdejších arménských básníků, podrobně studoval zpěv arménských potulných trubadúrů zvaných „ašugner“ a dlouho přemýšlel o napsání skutečně arménské opery, dlouho však nemohl najít vhodný námět. Teprve v Tumanjanově básni Anuš vytušil vhodný podklad pro operu. „Naprosto mne uchvátila,“ vzpomínal později skladatel. „Nemluvě o vysoké umělecké úrovni básně, samotná její stavba, její nádherný prolog, žalozpěv víl o nezištně zamilovaných, serenáda Sara za úsvitu atd. – vše, co chybělo, bylo odít překrásnou báseň do hudební formy, podložit jí hudbu. Fascinován tématem jsem napsal operu…“.
Námětem opery je konflikt lásky na jedné straně a tradice a předsudků na straně druhé, přičemž Tumanjan i Tigranjan odhalují kořeny tragédie bez odsudku a moralizování. Zdánlivě zanedbatelné porušení tradice vyvolá krvavý spor mezi ženichem hlavní hrdinky Anuš (arménsky „něžná“) a jejím bratrem, který je ve slepém vleku neúprosné tradice. Když Anuš se svým snoubencem přes bratrův zákaz uteče, překročí ještě nesmiřitelnější společenské příkazy a oba na to musí doplatit životem. Téma vraždy ze cti ve společenstvích svázaných tradicí (včetně na Kavkaze) je aktuální i podle současných inscenátorů opery.
Opera vznikala pomalu od roku 1908 a 1912 ji Tigranjan nastudoval se skupinou ochotníků shromážděných kolem jeho sboru. Původní orchestraci pro malý orchestr (asi tucet hudebníků) vytvořil Grigorij Ju. Burkovič.

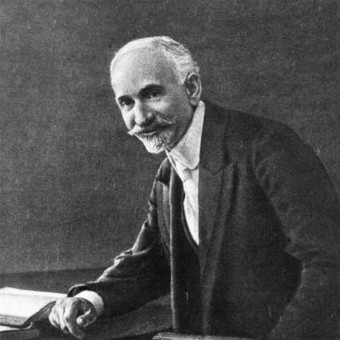
Hovhannes Tumanjan

Tigranjanův soubor následně projel s představením značnou část Arménie a celého Zakavkazska, roku 1913 byla například hrána v Baku. Od roku 1913 působil Tigranjan v Tbilisi a tam roku 1919, k 50. narozeninám Hovhannese Tumanjana, z iniciativy Kavkazského sborového spolku poprvé zazněla Anuš s velkým sborem a orchestrem.
Ve své autorské podobě je Anuš typem písňové opery, v níž se střídají sóla a sbory. Ansámbly jsou nečetné a málo rozvinuté. Harmonická struktura je – i s ohledem na ochotnické představitele – prostá, původní orchestrace počítá jen se smyčcovými a dřevěnými dechovými nástroji, které jsou často nasazovány sólisticky. Mezi nimi zaujme arménský pastýřský šalmaj zvaný „svirel“ nebo bicí nástroj „tumbuk“.
Hudba Anuš kombinuje západní prvky s orientálními (bohatá melismata a různé figurace), z arménského folklóru pocházejí zejména písňové formy a celá struktura obřadů (hádání děvčat, svatba, zpěv nad mrtvým), modalita, prvky improvizace, specifický zvuk bicích nástrojů apod. Z arménské lidové hudby je přímo převzata pouze jedna melodie, a to v tanci doplněném do opery dodatečně. Podle kritika časopisu Los Angeles Times M. Bernheimera hudba Anuš obsahuje „specificky národní prvky… umně vmanipulované do rámce staromódní romantické opery“.
Mezi nejvýraznější místa patří ariosa Sara v prvním a třetím dějství, scéna hádání ve druhém aktu, svatební tance ve třetím dějství, Mosiho přísaha pomsty ve čtvrtém a žalozpěv Sarovy matky a modlitba za Sarovu duši v pátém aktu.
Roku 1933 bylo v Jerevanu otevřeno nové divadlo opery a baletu a prostá zpěvohra psaná pro poloamatérská provedení byla pro tento účel přepracována na reprezentativní operu v duchu estetiky socialistického realismu. V první fázi provedl úpravy Sergej Alexandrovič Šatirjan (1907–1959), který ji znovu orchestroval pro velký symfonický orchestr a podstatně změnil i její harmonickou strukturu. Přitom mj. nahradil původní úvod opery – nářek víl a horských duchů nad smrtí obou milenců – vokálně-symfonickým prologem. V této podobě byla opera uvedena v jerevanském divadle 27. března 1935, jako druhá arménská opera po Spendiarjanově Almast. Další úpravy provedl skladatel Anušavan Grigorjevič Ter-Gevondjan (1887–1961); tato verze byla poprvé uvedena v Moskvě 22. října 1939 na Dekádě arménského umění a literatury. tato nová verze nadále nahradila dosavadní. V roce 1941 byla opera uvedena v Baku, jinak zůstala především trvale na repertoáru jerevanského operního divadla. Ta ji uvádí i na zájezdových představeních, pamětihodně například roku 1989 v Los Angeles. Roku 1983 byla opera zfilmována jerevanským filmovým studiem.
Opera se hraje v amatérských či poloamatérských divadlech arménské diaspory: například roku 2012 ji uvedla v britské premiéře London Armenian Opera, roku 2015 ji uvedla kalifornská Lark Musical Society. Příležitostně se hraje i v profesionálních divadlech, například v letech 1970 a 1980 v Marseilles a roku 1981 v Detroitu (Michigan State Opera).
V roce 2013 inscenoval novou verzi Anuš francouzsko-arménský divadelní a filmový režisér Serge Avédikian. Upravil libreto podle Tumanjanovy básně, například doplněním o části, které byly v sovětské době vypuštěny (v rolích otce, kněze, vesnické chasy), a objednal novou orchestraci na základě Tigranjanova původního rukopisu. Toto komorní znění – připomínající Tigranjanův prvotní orchestr – vytvořila francouzsko-arménská skladatelka Anahit Simonjanová. Inscenace byla představena v jerevanském činoherním Sundukjanově divadle a následně v divadle Nanterre-Amandiers. V Arménii vzbudila netradiční inscenace pobouření a skupina intelektuálů žádala otevřeným dopisem prezidenta Serže Sarkisjana o její zákaz.
Tigranjan se k opernímu žánru vrátil až na sklonku života v opeře David Bek, kterou nedokončil (zemřel roku 1950). Anuš však zůstala jeho nejznámějším dílem. Za nejstarší arménskou operu je sice považován Aršak II. Tigrana Čuchadžjana z roku 1868, ale ten byl napsán na italské libreto ve stylu soudobé italské opery, a navíc poprvé inscenován až roku 1945. Anuš je první opera na arménské libreto a s hudbou hlásící se výslovně k arménské lidové tradici. Pomohla formovat národní operní styl a vydobyla si postavení prototypu arménské národní opery vůbec.

## Osoby
- Anuš – soprán
- Saro – tenor
- Mosi – baryton
- Starosta (kechva) – bas
- Ogan – bas
- Anušina matka – mezzosoprán
- Sarova matka – mezzosoprán

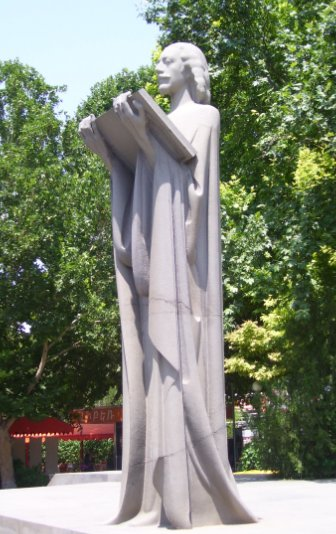
Socha Armena Tigranjana v Jerevanu

- Anušiny družky – soprán, mezzosoprán
- Šafer – baryton
- Vesničané

## Děj opery

### 1. dějství
(1. obraz) Vysoko v arménských horách v oblasti Lorri vesničané žijí v dočasných letních příbytcích na pastvinách (jalas). V jednom ze stanů nyní přebývá dívka jménem Anuš, její bratr Mosi a jejich matka. Mosi je pryč se stádem a ženy sedí před stanem a zabývají se domácími pracemi, když zvenčí zvenčí zazní píseň, již zpívá mladý pastevec Saro. Anuš je do něj zamilována a nejraději by se zvedla a běžela za ním. Ale matka ji zadržuje, protože se to počestnou dívku nesluší, aby se potulovala sama s cizím mužem. Anuš musí dlouze prosit, aby ji matka pustila alespoň k obecní studni, kde se její družky v tuto dobu scházejí.
(2. obraz) Děvčata z celé vsi se sešla u studny. Nepospíchají s nabíráním vody, nýbrž zpívají si a tancují. Jedna po druhé zpívá o svém milém, a když přijde řada na Anuš, dorazí právě ke studni Saro a připojí se k její písni. Horoucně vyznává Anuš svou lásku. Dívka jeho vyznání opětuje, ale nedokáže se radovat s ním z jejich lásky. Trápí ji totiž nevysvětlitelná předtucha, že jejich štěstí nebude mít dlouhého trvání. Saro se pokouší rozrušenou Anuš upokojit, ale daří se mu to jen s obtížemi.

### 2. dějství
Slaví se svátek Nanebevstoupení Páně – hambarcum. Tradiční oslavy zahrnují zpěv sborových písní, tance, hry i zápasy mezi hochy. Přicházejí iSaro, zádumčivá Anuš a její bratr Mosi. Soudruzi vyzývají Sara a Mosiho, aby se připojili k jejich hrám a změřili své síly v zápase. Mosi to ale odmítá. Vysvětluje, že souboj mezi přáteli je citlivá věc: ani jeden nesmí strhnout druhého na zem a tím ho porazit, protože by to znamenalo velkou urážku na cti; takový zápas smí skončit jen nerozhodně.
Další částí slavnosti je věštění děvčat, takzvaný „džan-gjulum“. Všichni chlapci se musí vzdálit, čarování je výlučně ženská záležitost a přítomnost muže by je zhatila. Za zpěvu zvláštních obřadních písní děvčata nahlédají do budoucnosti, hádání se týká především jejich milostného života. Každé děvče se dozvídá o svém osudu něco jiného, předpovědi jsou rozličné, ale vesměs příznivé. Avšak věštba týkající se Anuš nese tragické varování: jejího nastávajícího stihne kulka vystřelená přímo do srdce. Anuš v tom vidí účinek kletby, která nad ní byla vyřčen, když byla malá, a pod dojmem nového proroctví je na pokraji zhroucení. Družky vymlouvají Anuš její strach a tvrdí, že hádání je jen hra a legrace. Vrací se její bratr a chce rozrušenou Anuš odvést domů. I Saro se dozvěděl, co džan-gjulum Anuš předpověděl, a přibíhá. Sotva mu Anuš pohlédne do tváře, skácí se v bezvědomí do bratrovy náruče.

### 3. dějství
Anuš a Saro se berou. Celá ves se baví na jejich svatbě, všichni žertují, zpívají a tančí, zlé předtuchy a věštby se zdají projednou zapomenuty. Pastýři, Sarovi a Mosiho přátelé, přinášejí dary.
Průběh slavnosti řídí starosta. Ten také přijde s návrhem, aby si Saro a Mosi změřili síly v tradičním přátelském zápase. Všichni svatebčané se hlučně dožadují zápasu, až se Saro a Mosi jejich přání podvolí. Starosta a starší obce slavnostně upomínají oba mladíky na různá pravidla, která musí sledovat, a mezi nimi to hlavní: v přátelském souboji nesmí být vítěze ani poraženého. Pokud by jeden z nich druhého povalil na zem a tím zvítězil, bylo by to smrtelným proviněním.
Saro a Mosi se dávají do rituálního zápasu. Nejprve se drží pravidel, ale zápal boje je čím dál více rozvášňuje. Když pak Saro postřehne, s jakým obdivem jeho sílu, mrštnost a hru svalů sleduje Anuš, neudrží se, a aby prokázal svou sílu, jednou ranou srazí Mosiho k zemi.
Všichni strnou překvapením, takový obrat nikdo nikdo nečekal a nejméně Mosi. Je rozzuřen a hodlá urážku smýt Sarovou krví, vyzývá jej proto na skutečný zápas na život a na smrt. Marně se jej starosta a svatební hosté snaží uchlácholit a umoudřit. Saro se s ním chce smířit a podává u pohár, ale Mosi mu jej vyrazí z ruky a vytáhne na přítele svou dýku. Anuš se mu postaví do cesty, čímž Sara prozatím před pomstou uchrání, ale Mosi sokovi na odchodu stále hrozí. Svatba jeho sestry je zcela rozvrácena.

### 4. dějství
Je chladná zimní noc. Mosi stojí na zápraží chalupy a přemítá o svém zahanbení a nutnosti pomsty. Z chalupy vycházejí Anuš a její matka. Anuš truchlí nad zmařenou svatbou a snaží se bratra pohnout k odpuštění, ale Mosi nemůže utrpěnou pohanu snést a dovolává se starých zvyků. Nakazuje Anuš, aby se Sara zcela vzdala. Anuš má z bratrových výhrůžek a hněvu strach a slibuje.
Avšak sotva Mosi vytáhne paty z domu, přichází k Anuš potají Saro. Dívka dlouho neváhá a rozhoduje se opustit neradostný domov a snoubence následovat. Oba se pod rouškou noci vydávají do hor, aby se tam skrývali.
Mezitím na obzoru vzplanul oheň – to hoří obecní stoh. Lidé se sbíhají a dohadují se, kdo může být žhářem: byl to Saro, aby odvrátil pozornost od svého útěku s Anuš – nebo je to naopak součást Mosiho pomsty? Vesničané se shromažďují kolem starosty, který dává zdráhavě za pravdu Mosiho verzi. Anušin útěk – či únos, jak ho nazývá – jej utvrzuje v odhodlání Sara najít a vykonat na něm krevní mstu. Veškeré jeho myšlenky směřují jen k tomuto cíli, činí o tom slavnostní přísahu a chopí se své lovecké pušky.

### 5. dějství
Saro a Anuš se skrývají v nehostinných, liduprázdných horách. Po krátkém rozloučení odchází Anuš do vsi pokusit se přesvědčit svou matku, aby Sarovi odpustila a svolila s jejich sňatkem. Mezitím vypátrá Sarovu skrýš Mosi a svého někdejšího přítele bez milosti zastřelí.
Pověst o zabití Sara se rychle roznesla a na místo se scházejí vesničané. Stará Sarova matka pláče nad synovým tělem, ale bezmeznému žalu propadá především Anuš – utěšování své matky a přítelkyň na ni nijak nepůsobí, jako by je neslyšela. Hoře ji zcela zbavilo rozumu. Nešťastná dívka slyší jen Sarův hlas, jak ji volá k sobě. Vytrhne se svým družkám a běží na vysokou skálu, s níž se vrhne do vod Debedu. Vesničané zpívají smutnou píseň jako rozloučení s mladými milenci, již se stali obětí starých, krutých obyčejů a předsudků.

## Diskografie
- 1954 (НД 02336-41). Hrají a zpívají (Anuš) - Kohar Kasparjan, (Saro) Avak Petrosjan, (Anušina matka) Anuš Garibjan, (Mosi) Vagram Grigorjan, (Ogan) Vozgen Alenakjan, (starosta) Karlos Markosjan, (ponocný) S. Galustjan, (Sarova matka) Maria Čmškjan. Sbor a orchestr Státního divadla opery a baletu Arménské SSR řídí Mikael Tavrizjan.[15]